# 埃爾西 (內布拉斯加州)
埃爾西（英語：Elsie）是位於美國內布拉斯加州珀金斯縣的村。

## 人口
根據2020年美國人口普查的數據，埃爾西的面積為0.45平方千米，皆為陸地。當地共有人口102人，而人口密度為每平方千米227人。